# پلیکاتین آ
پلیکاتین آ (به انگلیسی: Plicatin A) با فرمول شیمیایی C۱۵H۱۸O۴ یک ترکیب شیمیایی است. که جرم مولی آن ۳۳۴٫۳۲ g/mol می‌باشد. 